# Балун

Балун (от англ. balun — balanced-unbalanced) — жаргонное название симметрирующего устройства, коммутирующего сбалансированные (balanced) и несбалансированные (unbalanced) электрические цепи без влияния на их импеданс. Балун может преобразовывать электрический сигнал из симметричного в несимметричный и наоборот. Чаще всего для этого применяются различные виды моточных трансформаторов, выполненных на магнитопроводах. Иногда симметрирующее устройство может быть реализовано в виде четвертьволновых короткозамкнутых отрезков, выполненных из отрезков коаксиального кабеля.
Конструктивно балун-трансформатор чаще всего исполняется на основе замкнутого кольцевого (реже разомкнутого) ферритового магнитопровода.
Широко применяются в радиотехнике для согласования разнородных линий связи; антенн с линиями связи; выходных и входных каскадов связной аппаратуры с антенно-фидерным трактом.
Иногда под балуном понимаются также устройства, призванные повысить индуктивность оплётки и тем самым снизить «затекание» высокочастотных токов, возникающих при выходе центральной жилы из оплётки на внешнюю сторону оплётки. Для этого могут, например, просто насаживать вплотную друг к другу ферромагнитные кольца на кабель близко к антенне, либо, если кабель достаточно тонкий, делать несколько витков таким кабелем вокруг ферритового колечка.